# Look
Look var et cigaretmærke fra British American Tobacco.
Mærket fandtes i fire forskellige varianter, som alle var 100 mm lange. Look Original kaldtes normalt rød Look. Mærket blev introduceret i Sverige i 1966. Tobaksblandingen i Look var American blend. Mærket er udgået på det danske marked og er overtaget af Prince.

## Varianter
| Look     | Tjære | Nikotin | Kulilte |
| -------- | ----- | ------- | ------- |
| Original | 10 mg | 0,9 mg  | 10 mg   |
| Gold     | 8 mg  | 0,7 mg  | 8 mg    |
| Silver   | 6 mg  | 0,6 mg  | 6 mg    |
| Menthol  | 10 mg | 0,8 mg  | 9 mg    |